# Морфологія комах

Морфологія комах
Умовні позначення частин тіла
Тагми: А - Голова, B - Груди, C - Черевце.
1. антени
2. вічка (знизу)
3. вічка (зверху)
4. фасеткове око
5. мозок (церебральний ганглій)
6. передньогруди
7. спинна (дорсальна) кровоносна судина
8. трахейні трубки (стовбур з дихальцем)
9. середньогруди
10. задньогруди
11. переднє крило
12. заднє крило
13. середня кишка (шлунок)
14. спинна (дорсальна) трубка (серце)
15. яєчник
16. задня кишка
17. анус
18. яйцепровід
19. нервовий стовбур (черевний ганглій)
20. мальпігієві судини
21. подушечки лапки
22. кігтики
23. лапка
24. гомілка
25. стегно
26. вертлюг
27. передня кишка (воло, глотка)
28. грудний ганглій
29. тазик
30. слинна залоза
31. підглотковий ганглій
32. ротовий апарат
.

Морфологія комах — це вивчення та опис фізичної форми комах. Термінологія, що використовується для опису комах, подібна до тієї, що використовується для інших членистоногих завдяки їх спільній еволюційній історії. Три фізичні особливості відокремлюють комах від інших членистоногих: вони мають тіло, поділене на три відділи (голова, груди та черевце), три пари ніг і ротовий апарат, який розташований поза головною капсулою. Саме така позиція ротового апарату відрізняє їх решти шестиногих, зокрема безвусикових, двохвостів та колембол.
Існує величезне різноманіття в структурі тіла серед видів комах. Особи можуть варіювати від 0,3 мм (мимаріди) до 30 см впоперек (совка Агриппіна); не мати очей або мати багато; мати добре розвинені крила або не мати; і мати ноги, модифіковані для бігу, стрибків, плавання або навіть копання. Ці модифікації дозволяють комах займати майже кожну екологічну нішу на планеті, крім глибокого океану та Антарктики. Ця стаття описує основи тіла комах та деякі основні варіації різних частин тіла; у цьому процесі вона визначає багато технічних термінів, що використовуються для опису тіл комах.

## Короткий вигляд анатомії комахи
Комахи, як і всі членистоногі, не мають внутрішнього скелета; натомість у них є екзоскелет, твердий зовнішній шар, утворений здебільшого з хітину, який захищає та підтримує тіло. Тіло комах поділяється на три частини: голову, груди та черевце. Голова спеціалізована для сенсорного введення та прийому їжі; груди, які є опорною точкою для ніг і крил (якщо є), спеціалізована для пересування; і черевце для травлення, дихання, виділення та розмноження. Хоча загальна функція трьох частин тіла однакова для всіх видів комах, є основні відмінності в основній структурі, з крилами, ногами, вусиками, та ротовим апаратом, що сильно змінюються від групи до групи.